# Exalcidion tetracanthum
Exalcidion tetracanthum är en skalbaggsart som beskrevs av Monné och Delfino 1981. Exalcidion tetracanthum ingår i släktet Exalcidion och familjen långhorningar. Inga underarter finns listade i Catalogue of Life.